# 八重瀬分屯地
八重瀬分屯地（やえせぶんとんち、JGSDF Vice-Camp Yaese）とは、沖縄県島尻郡八重瀬町字富盛2608に所在し、第15高射特科連隊本部等が駐屯する陸上自衛隊那覇駐屯地の分屯地である。旧名称は与座分屯地。分屯地司令は、第15高射特科連隊長が兼務。

## 沿革
陸上自衛隊那覇駐屯地与座分屯地
- 1973年（昭和48年）4月13日：与座分屯地として発足[1]。

陸上自衛隊那覇駐屯地八重瀬分屯地
- 2006年（平成18年）1月1日：所在する自治体（東風平町と具志頭村の合併により八重瀬町が誕生）の変更を受け八重瀬分屯地と改称。
- 2010年（平成22年）3月26日：第1混成団の旅団化に伴い、第6高射特科群の第107高射直接支援隊を廃止し第15後方支援隊の「高射直接支援中隊」に再編。
- 2014年（平成26年）3月26日：第6高射特科群が第15高射特科連隊に改編[2]。

## 駐屯部隊

### 西部方面隊隷下部隊
- 第15旅団
  - 第15高射特科連隊
    - 第15高射特科連隊本部
    - 本部管理中隊
    - 高射搬送通信中隊

  - 第15後方支援隊
    - 高射直接支援中隊：第15高射特科連隊を支援
- 西部方面システム通信群
  - 第102基地システム通信大隊
    - 第322基地通信中隊
      - 八重瀬派遣隊
- 那覇駐屯地業務隊
  - 八重瀬派遣隊

### 防衛大臣直轄部隊
- 警務隊
  - 西部方面警務隊
    - 第136地区警務隊
      - 八重瀬連絡班

## 廃止部隊
- 第107高射直接支援隊「107高直支」：2010年（平成22年）3月26日廃止。

## 最寄の幹線交通
- 一般道：国道331号、国道507号、沖縄県道15号線、沖縄県道54号線
- 港湾：那覇港、運天港、金武湾港、中城湾港（重要港湾）
- 飛行場：那覇空港（第二種空港）